# Genicopatagus affinis
Genicopatagus affinis is een zee-egel uit de onderorde Paleopneustina. De taxonomische positie van het geslacht en deze enige daarin geplaatste soort is onduidelijk. Het geslacht is vooralsnog niet in een familie geplaatst.
De wetenschappelijke naam van de soort werd in 1881 gepubliceerd door Alexander Agassiz.